# A406高速公路
A406高速公路是法国的一条高速公路，始于Replonges，终于梅肯，与A高速相连。A406东北-西南走向，全长9千米，于2011年3月4日建成通车。该高速主要经过梅肯等城市，最初在2006年底到2008年计划建设，由APRR建设管理。